# Gex
Phillip Søndergaard Hoppe Madsen (født 11. februar 1991), bedre kendt under sit alias Gex, Guxi og tidligere GexPGaminG, er en dansk Youtubepersonlighed, som er kendt fra sine gaming- og vlogs-videoer, som ofte indeholder emner som Space Engineers, Farming simulator, Battlefield og Minecraft. Han laver ofte også vlogs fra hans daglige liv, omkring motorcykler, og meget andet.  
Han er uddannet maskinfører, har været på tv2, DR1 og diverse online udsendelser på baggrund af sine Youtube udsendelser. i 2020 stoppede han sit arbejde hos Gonzo Media, og han driver nu sin Youtube kanal som selvstændig erhvervsdrivende. Hans serie "Hvordan jeg byggede min egen motorcykel" er lavet i to sæsoner.
Han har også en streamingvirksomhed kaldt GexWho Streaming som han ejer sammen med en kammerat, Martin, også kendt online som Promic.

## Historie
Philips opvækst var meget barsk, og bød på en meget tumult barndom - heraf begyndte han at drikke fast som 14 årig og flyttede derefter hjem til sin mormor fordi det blev presset derhjemme.
Philip fik sit gennembrud på YouTube med Gameplay-videoer, hvor han spillede Minecraft, Tekkit og Call of Duty MW 3. Hans YouTube-kanal har mere end 235.000 følgere.
I et forsøg på at komme forskelligt interesserede publikummer tilgode oprettede han den 11. Januar 2012 sin kanal kaldet GexpGaminG, senere ændret til Gex.￼ Ifølge SoMe-statistik hjemmesiden Socialblade er Philip på en 82. plads i forhold til alle danske kanaler. Philip har forskellige Minecraft-serier f.eks. GEH v1, v2, v2.5, v3, v4, v5, v6, v7 og senest v8 bl.a. med youtuberne Benny_1 og BrianFromDenmark.
Navnet GexpGaminG kommer fra 3 inspirationer: 
- Gex: er en spilserie som, var det første spil han spillede.
- P: da Phillip fandt ud af at GexGaming kanalen allerede var i brug, blev han nødt til at finde på noget nyt og satte derfor sit fornavns begyndelsesbogstav ind imellem de to ord.
- Gaming: fordi han spiller spil.

Han har skiftede senere  til navnet "Gex",  da han ønskede at arbejde bredere og ikke kun fokusere på gamingrelateret indhold. Efter det oprettede han en ekstra kanal på YouTube kaldet "Guxi" hvor man kan finde det han er mest kendt for, nemlig Gamingindhold.